# Patrick Rothfuss
Œuvres principales
- Chronique du tueur de roi

Patrick James Rothfuss, né le 6 juin 1973 à Madison dans le Wisconsin, est un auteur américain de fantasy. Il est l'auteur de la Chronique du tueur de roi, qui fut repoussée par plusieurs maisons d'éditions avant que le premier tome, Le Nom du vent, ne soit publié en 2007 puis salué par la critique et fasse partie de la New York Times Best Seller list.
Le deuxième tome de sa série Chronique du tueur de roi, La Peur du sage, a été récompensé en juin 2012 du prix David-Gemmell du meilleur roman de fantasy.

## Biographie
Patrick Rothfuss vit dans le Wisconsin, où il enseigne à l'université. À ses heures perdues, il tient une chronique satirique et s'essaie à l'alchimie. Il a été récompensé par le prix David-Gemmell Legend du meilleur roman pour La Peur du sage.

## Œuvres

### Univers duNom du vent

#### Chronique du tueur de roi
1. Le Nom du vent, Bragelonne, 2009 ((en) The Name of the Wind, 2007)
2. La Peur du sage, Bragelonne, 2012 ((en) The Wise Man's Fear, 2011)
3. (en) The Doors of Stone[3]

#### Romans indépendants
- La Musique du silence, Bragelonne, 2014 ((en) The Slow Regard of Silent Things, 2014)
- L'Étroit Chemin entre les souhaits, Bragelonne, 2025 ((en) The Narrow Road Between Desires, 2023), trad. Olivier Debernard, 216 p.  (ISBN 979-10-281-4052-6)

### Nouvelles
- (en) The Road to Levenshir, 2002Extrait du roman La Peur du sage non encore publié en 2002
- (en) The Adventures of the Princess and Mr. Whiffle[4], 2010
- L'Arbre-éclair, 2018 ((en) The Lightning Tree, 2014)Publiée dans l'anthologie Vauriens aux éditions Pygmalion

## Prix
- Quill Award (en Quill Award) Science fiction/fantasy/horreur 2007 pour Le Nom du vent[5]
- Prix David-Gemmell Legend 2012 pour La Peur du sage
- Prix Elbakin.net 2013 du meilleur roman étranger pour La Peur du sage